# Marcela Rojíčková
Marcela Rojíčková (* 7. ledna 1973 Ostrava, Československo) je česká herečka a dabérka.
Absolvovala Státní konzervatoř v Ostravě (hudebně-dramatický obor).
Od roku 1996 je na volné noze. Pravidelně dabuje americkou herečku Christinu Applegate.

## Vybraná filmografie

### Herecká filmografie
- 2022 – seriál Ulice
- 2004 – seriál Redakce
- 1995 – Byl jednou jeden polda
- 1995 – Malostranské humoresky

### Dabing
- 2016 – Matky na tahu - Christina Applegate (Gwendolyn)
- 2015 – Bláznivá dovolená - Christina Applegate (Debbie Griswoldová)
- 2014 – Zprávař 2 – Legenda pokračuje - Christina Applegate (Veronica Corningstoneová)
- 2011 – Týden bez závazků - Christina Applegate (Grace)
- 2004 – Protivný sprostý holky - Amanda Seyfriedová (Karen Smithová)
- 2003 – Návštěvníci: Cesta do Ameriky - Christina Applegate (princezna Rosalinda / Julia Malfeteová)
- 2003 – Před svatbou ne! - Jennifer Love Hewitt (Page Connersová)
- 200x – seriál Přátelé - Christina Applegate (Amy Greenová)
- 200x – seriál Jesse - Christina Applegate (Jesse Warnerová)
- 1998 – Hvězdná pěchota - Denise Richards (Carmen Ibanezová)
- 1996–1997 – seriál Ženatý se závazky (3. - 11. série) - Christina Applegate (Kelly Bundová)